# Sanlang
Sanlang (kinesiska: 三郎镇, 三郎) är en köping i Kina. Den ligger i provinsen Sichuan, i den sydvästra delen av landet, omkring 53 kilometer väster om provinshuvudstaden Chengdu. Antalet invånare är 13 382. Befolkningen består av 6 379 kvinnor och 7 003 män. Barn under 15 år utgör 9,0 %, vuxna 15-64 år 75 %, och äldre över 65 år 14,0 %.
Genomsnittlig årsnederbörd är 1 318 millimeter. Den regnigaste månaden är juli, med i genomsnitt 377 mm nederbörd, och den torraste är december, med 11 mm nederbörd.